# Horbani, Pereiaslav-Hmelnițki
Horbani (în ucraineană Горбані) este localitatea de reședință a comunei Horbani din raionul Pereiaslav-Hmelnițki, regiunea Kiev, Ucraina.

## Demografie
Componența lingvistică a localității Horbani
     Ucraineană (99,12%)
     Alte limbi (0,88%)
Conform recensământului din 2001, majoritatea populației localității Horbani era vorbitoare de ucraineană (99,12%), existând în minoritate și vorbitori de alte limbi.